# Bathygobius curacao
Bathygobius curacao es una especie de peces de la familia de los Gobiidae en el orden de los Perciformes.

## Morfología
Los machos pueden llegar a alcanzar los 7,5 cm de longitud total.

## Distribución geográfica
Se encuentra desde Bermuda, Florida (Estados Unidos) y Bahamas hasta el norte de Sudamérica.

## Observaciones
Es inofensivo para los humanos.